# Arbnor Fejzullahu
Arbnor Fejzullahu (srbskou cyrilicí Арбнор Фејзулаху; * 8. dubna 1993, Preševo, Svazová republika Jugoslávie) je albánský fotbalový obránce a reprezentant, od roku 2014 hráč albánského klubu KF Partizani.

## Klubová kariéra
- KF Tërnoci (mládež)
- KS Besa Kavajë 2011–2014
- KF Partizani 2014–

## Reprezentační kariéra
V A-mužstvu Albánie debutoval 13. 6. 2015 v přátelském utkání v Elbasanu proti týmu Francie (výhra 1:0).